# برناردو برتولوچی
برناردو برتولوچی (ایتالیایی: Bernardo Bertolucci; ایتالیایی: [berˈnardo bertoˈluttʃi] زاده ۱۶ مارس ۱۹۴۱ – درگذشته ۲۶ نوامبر ۲۰۱۸) کارگردان فیلم و فیلم‌نامه‌نویس ایتالیایی بود. این فیلمساز از کارگردانان نئورئالیست ایتالیا به‌شمار می‌رود.
او در پانزده سالگی شروع به نوشتن کرد و پس از مدتی برای نوشتن اولین کتابش جایزهٔ Viareggio Premio و چندین جایزهٔ معتبر دیگر نیز دریافت کرد. سوابق هنری پدر برتولوچی به او کمک فراوانی کرد. پیر پائولو پازولینی فیلمساز بزرگ ایتالیایی برای انتشار نخستین کتاب برتولوچی کمک فراوانی به او کرد و همچنین در سال ۱۹۶۱ برتولوچی به عنوان دستیار اول پازولینی در فیلم آکاتونه با او همکاری کرد.
از او به عنوان آخرین بازمانده از نسل کارگردانان بزرگ سینمای ایتالیا نام برده می‌شد که فیلم‌هایشان در دهه‌های ۶۰ و ۷۰ میلادی تأثیری آشکار بر دنیای سینما گذاشتند. سیاست و اجتماع حضوری آشکار در آثار برتولوچی داشتند و فیلم‌هایش به خاطر سبک ویژه روایت تحولات اجتماعی و سیاسی بر بستری از روابط انسانی با نگاهی بی‌پروا شناخته می‌شدند.
او همچنین شاگرد ژان لوک گدار بوده است.‌

## زندگی
برناردو برتولوچی سال ۱۹۴۱ در شهر پارما در منطقهٔ امیلیا-رومانیا ایتالیا به دنیا آمد. وی بزرگ‌ترین فرزند نینتا جیواناردی معلم و آتیلیو برتولوچی شاعر، تاریخ‌نگار، ادیب و منتقد فیلم بود. و همین باعث شد تا برناردو از همان کودکی و نوجوانی در محافل هنری حاضر باشد و به ادبیات و هنر علاقه‌مند شود.
فعالیت‌های هنری‌اش را در دانشگاه رم آغاز کرد. و مدتی بعد اولین رمانش را با کمک پیر پائولو پازولینی فیلمساز بزرگ ایتالیایی منتشر کرد. سال ۱۹۶۱ در فیلم «باج خور» ساخته پازولینی به عنوان دستیار همکاری کرد و تأثیر حضور این فیلمساز بزرگ در دیدگاه و سبک کارش مشهود باقی ماند. نخستین فیلمش را هم با داستانی از پازولینی در سال ۱۹۶۲ در سن ۲۱ سالگی به نام «شایعه بی‌اساس» ساخت. این فیلم موفقیت چندانی برای برتولوچی به همراه نداشت اما با دومین فیلمش «پیش از انقلاب» که در سال ۱۹۶۴ ساخت، مورد توجه قرار گرفت.
در سال ۱۹۶۸ شریک را بر مبنای داستانی از فئودور داستایفسکی ساخت. که در جشنواره ونیز و بخش هفته کارگردانان جشنواره کن نمایش داده شد.
دو فیلم بعدی برتولوچی او را وارد صف اول فیلمسازان ایتالیا کرد. فیلم‌هایی با مضامینی سیاسی که روایتی جستجوگرانه از ایتالیای دوران فاشیستی و مطالعه‌ای روانشناسانه دربارهٔ آن محسوب می‌شوند.
استراتژی عنکبوت که در سال ۱۹۷۰ بر مبنای داستانی از خورخه لوئیس بورخس ساخته شد، داستان پسر جوانی است که به گذشته پدرش علاقه‌مند می‌شود و در جریان جستجوهایش به رازهای جدیدی از پدری می‌رسد که در جامعه به عنوان ضد فاشیست شناخته می‌شد.
دنباله‌رو هم که با داستانی از آلبرتو موراویا در ۱۹۷۰ ساخته شد، روایت روشنفکری است که مأموریت ترور استادش را اجرا می‌کند. این فیلم به خاطر سبک ویژه بصری و روایت خاص روانشناسانه‌اش با تحسین بین‌المللی روبه‌رو شد و حتی گروهی از شناخته‌شده‌ترین فیلمسازان چون فرانسیس فورد کاپولا از الگوبرداری و تأثیر آن بر فیلم‌هایشان صحبت کردند. برناردو برتولوچی برای این فیلم برای نخستین بار نامزد دریافت جایزه اسکار بهترین کارگردانی شد.
سال ۱۹۷۲ جنجالی‌ترین فیلم برتولوچی آخرین تانگو در پاریس عرضه شد. درامی اروتیک دربارهٔ رابطه عجیب مردی میان‌سال با دختری جوان که جنبه‌های آزارگونه داشت و بیانیه‌ای انتقادی دربارهٔ روابط جنسی آزاد در دنیای مدرن ارزیابی شد. فیلمی که بی‌پروایی بی‌سابقه سازندگانش در پردازش صحنه‌های روابط جنسی و پرداخت تأثیرگذار صحنه تجاوزش، باعث ممنوعیت نمایش آن در بسیاری از کشورهای جهان از جمله در خود ایتالیا و در ایران پیش از انقلاب شد.
این فیلم که برتولوچی را به شهرت جهانی رساند، به خاطر صحنه‌های غیرمتعارف جنسی در برخی از کشورها ممنوع شد. دولت ایتالیا دستور داد تمام نسخه‌های فیلم را نابود کنند و دادگاه عالی ایتالیا حتی برای برتولوچی ۴ ماه حکم زندان تعلیقی صادر کرد. فیلمی که مدل جوانی به نام ماریا اشنایدر را با بازی در نقشی غیرمتعارف و زخم‌دیده روحی در برابر مارلون براندو، به شهرت رساند و در عین حال باعث افسردگی و بیزاری او از سینما شد. یکی از صحنه‌های فیلم با بازی ماریا اشنایدر جنجال‌های فراوانی آفرید. در این صحنه مارلون براندو در نقش مرد میانسال به دختری جوان با بازی اشنایدر تجاوز می‌کند. ماریا اشنایدر، برتولوچی را «گانگستر» خواند و براندو را متهم کرد که به او تجاوز کرده است. او گفت که آخرین تانگو در پاریس درس بزرگی به او داد و آن این بود که: «هرگز لباست را برای یک مرد میانسال به بهانه اینکه کار هنری است، درنیار».
ماریا اشنایدر بازیگر زن جوان این فیلم به دلیل نحوه اجرای صحنه‌ای از فیلم تا پایان عمر از مارلون براندو بازیگر مقابلش و برتولوچی انتقاد کرد. برتولوچی در سال ۲۰۱۳ تأیید کرد که پرداخت این صحنه را برای هرچه طبیعی‌تر شدنش بدون اعلام جزئیاتش به اشنایدر فیلمبرداری کرده بود.
اکران جنجالی این فیلم در دهه هفتاد میلادی واکنش‌های بسیاری در محافل هنری دنیا برانگیخت و در آمریکا هم با درجه NC-17 نمایش داده شد، هرچند همین نمایش دومین نامزدی اسکار بهترین کارگردانی را برای سازنده‌اش به ارمغان آورد.
بی‌پروایی جنسی در آثار برتولوچی تا سال‌های پایانی فعالیتش حضوری مداوم در آثارش داشت. از جمله در فیلم مهم دیگرش «ماه» که در سال ۱۹۷۹ ساخته شد و روایت تابوگونه رابطه غیرمتعارف مادر و پسر را بیان می‌کرد. فیلمی که در آن پرداخت صحنه‌های رابطه جنسی مادر و فرزند باز هم سبب‌ساز حاشیه‌های فراوانی شد.
برتولوچی فیلم ۱۹۰۰ را در سال ۱۹۷۶ با بودجه‌ای قابل توجه و با حضور گروهی از بازیگران شناخته‌شده چون رابرت دنیرو، ژرار دپاردیو، دومینیک ساندا و برت لنکستر ساخت. فیلمی ۵ ساعته که در آن هم ظهور فاشیسم و زمینه‌های شکل‌گیری‌اش بر بستری از تفاوت‌های اجتماعی روایت می‌شود.
برناردو برتلوچی در سال ۱۹۸۷ با ساخت آخرین امپراتور به مهم‌ترین افتخارات بین‌المللی‌اش رسید. فیلمی که نخستین بخش از مجموعه آثار شرق‌شناسانه برتولوچی محسوب می‌شود و با کسب ۹ جایزه اسکار و جوایز بفتا و گلدن گلوب تبدیل به اثری نمونه‌ای در کارنامه سازنده‌اش شد. دولت چین برای نخستین بار اجازه داد که برتولوچی از درون شهر ممنوعه و محوطه اطرافش در ساخت این فیلم که روایتی از آخرین امپراتور چین است، استفاده کند.
«بودای کوچک» که در سال ۱۹۹۳ ساخته شد، پروژه شرق‌شناسی برتولوچی را تکمیل کرد، هرچند به اندازه آخرین امپراتور موفق نبود.
«آسمان سرپناه» داستان حضور ماجراجویانه زوجی آمریکایی در صحرا مکاشفه‌ای همزمان در کشف فرهنگ اگزوتیک بومی صحرا و کشف جنسیت بود. مضمونی پرتکرار در آثار برتولوچی که در فیلم‌های متأخرش از جمله «زیبایی ربوده‌شده» و «رویابین‌ها» هم مورد توجه قرار گرفت. در رویابین‌ها کشف جنسیت بر بستری از اعتراض‌های سیاسی و اجتماعی دوران روایت می‌شد و مانند دیگر فیلم‌های سازنده‌اش روایتی جسورانه از تابوهای اخلاقی ارائه می‌داد.
برتولوچی در سال‌های اخیر به دنبال شدت بیماری بر روی ویلچر بود با این همه در محافل سینمایی حاضر می‌شد. از جمله در سال ۲۰۱۳ ریاست هیئت داوران جشنواره فیلم ونیز را برعهده داشت. او در سال ۲۰۰۷ هم شیر طلایی این جشنواره را دریافت کرده بود.
آخرین فیلمش، درام نوجوانانه من و تو در سال ۲۰۱۲ در بخش غیر رقابتی جشنواره فیلم کن نمایش داده شد. این فیلم که به شکل سه بعدی ساخته شده بود، رابطه نوجوانی گوشه‌گیر با خواهر معتادش را روایت می‌کرد.
برناردو برتولوچی در سال ۱۹۶۶ در جریان ساخت مستندی دربارهٔ نفت سفری هم به ایران داشت.

## درگذشت
برناردو برتولوچی روز دوشنبه ۲۶ نوامبر ۲۰۱۸ در سن ۷۷ سالگی در شهر رم به دنبال ابتلا به بیماری سرطان درگذشت.

## فیلم‌شناسی
- La commare secca (۱۹۶۲)
- پیش از انقلاب (۱۹۶۴)
- جاده نفت (۱۹۶۵)
- Il canale (1966)
- شریک (۱۹۶۸)
- عشق و خشم (۱۹۶۹, segment: "Agonia")
- دنباله‌رو (Il conformista, ۱۹۷۰)
- استراتژی عنکبوت (Strategia del ragno, ۱۹۷۰)
- La salute è malata (۱۹۷۱)
- آخرین تانگو در پاریس (۱۹۷۲)
- ۱۹۰۰ (۱۹۷۶)
- ماه (۱۹۷۹)
- تراژدی آدم مضحک (La tragedia di un uomo ridicolo, 1981)
- L'addio an Enrico Berlinguer (۱۹۸۴)
- آخرین امپراتور (۱۹۸۷)
- 12 registi per 12 città (1989, segment "Bologna")
- آسمان سرپناه (۱۹۹۰)
- بودای کوچک (۱۹۹۳)
- زیبایی ربوده‌شده (۱۹۹۶)
- محصور (۱۹۹۸)
- ده دقیقه بزرگ‌تر (اپیزود «داستان آب»، ۲۰۰۲)
- رؤیاپردازان (۲۰۰۳)
- من و تو (۲۰۱۲)

## جوایز

### جوایز سینمایی
- ۱۹۷۱: National Society of Film Critics Award for best director
- ۱۹۷۳: روبان نقره‌ای بهترین کارگردان
- ۱۹۸۷: جایزه اسکار بهترین کارگردانی
- ۱۹۸۷: جایزه اسکار بهترین فیلم‌نامه اقتباسی
- ۱۹۸۷: جایزه گلدن گلوب بهترین کارگردانی
- ۱۹۸۷: جایزه گلدن گلوب بهترین فیلم‌نامه
- ۱۹۸۷: جایزه دیوید دی دوناتلو بهترین کارگردان
- ۱۹۸۷: David di Donatello for Best Script
- ۱۹۸۷: روبان نقره‌ای بهترین کارگردان
- ۱۹۸۷: جایزه انجمن کارگردانان آمریکا
- ۱۹۹۷: Honorable Mention at the جشنواره فیلم لوکارنو
- ۱۹۹۷: Award special visual sensitivity in directing at the کامریمیج
- 1997: Award for collaborating director – director of photography (ویتوریو استورارو) در کامریمیج
- 1998: Recognition for free expression by the هیئت ملی بازبینی فیلم
- ۲۰۰۷: شیر طلایی به خاطر زندگی حرفه ای اش در جشنواره فیلم ونیز
- ۲۰۱۱: نخل طلا افتخاری در جشنواره بین‌المللی فیلم کن